# Millville (processore)
Millville avrebbe dovuto essere un processore Intel, destinato alla fascia economica del mercato desktop e basato sull'architettura Intel Core Microarchitecture che era atteso agli inizi del 2007, ma dopo i primi annunci risalenti alla fine del 2005, Intel non ha più rilasciato informazioni in merito a tale progetto che alla luce dei fatti è stato accantonato, probabilmente più per ragioni commerciali che tecniche.

## Caratteristiche tecniche
Doveva trattarsi di una versione ridotta del core Conroe, dotato di solo 1 MB di cache L2 e formato da 1 solo core a differenza del "fratello maggiore" Conroe che era invece un processore dual core. Essendo una versione ridotta di Conroe, doveva essere prodotto a 65 nm e integrare le principali caratteristiche comuni a tutti i processori appartenenti all'architettura "Core", vale a dire istruzioni MMX, SSE, SSE2, SSE3, EM64T e XD-bit. Non venne invece mai confermato il supporto alla tecnologia SpeedStep mentre per quella di virtualizzazione Vanderpool, la sua integrazione era parsa fin dall'inizio molto improbabile data la fascia di mercato, cui era destinato.

## Diversi "Conroe" economici, ma non Millville
Dopo il lancio di Conroe, Intel presentò anche altre 2 versioni ridotte del processore, chiamate Allendale (che era in sostanza un Conroe con solo 2 MB di cache L2) e Conroe-L che andò a costituire la fascia bassa di mercato pensata proprio per Millville, grazie ai processori Pentium Dual Core, Celeron (serie xxx) e successivamente, i primi Celeron Dual Core.
In particolare il core Conroe-L fu la base di processori diversi, sia single core (i Celeron (serie xxx)), sia dual core (Pentium Dual Core e Celeron Dual Core), caratterizzati da un diverso numero di core, quantità di cache e frequenza del BUS, ma nessuno di questi aveva le stesse caratteristiche che erano attese per Millville e quindi è improbabile che il nome Millville sia stato magari cambiato, mantenendo il progetto originario, in Conroe-L, che sembra invece un progetto parallelo.

## Alla base dei Pentium (serie Exxxx)?
A settembre 2006 Intel annunciò che il marchio Pentium sarebbe sopravvissuto anche nel 2007 grazie al processore Pentium (serie Exxxx), che a differenza del progetto originale sarebbe stato basato sulla nuova architettura "Core", applicata ad un progetto single core. Si trattava di caratteristiche molto simili a quelle precedentemente rese note da Intel per Millville e i modelli annunciati non fecero che confermare l'ipotesi che Millville potesse essere alla base del nuovo Pentium (serie Exxxx). Di seguito, il dettaglio di tali modelli, dove il numero "1" nel processor number evidenziava proprio al presenza di un unico core:
- Pentium E1060 - clock di 1,8 GHz, cache L2 da 1 MB, FSB a 800 MHz
- Pentium E1040 - clock di 1,6 GHz, cache L2 da 1 MB, FSB a 800 MHz
- Pentium E1020 - clock di 1,4 GHz, cache L2 da 1 MB, FSB a 800 MHz

Successivamente però, Intel decise di non commercializzare versioni single core con marchio Pentium e decise di utilizzare il core Conroe-L, dual core, per le nuove versioni chiamate Pentium Dual Core e caratterizzate dal processor number della serie E2xxx.
La cessazione dello sviluppo di Millville non venne mai comunicata ufficialmente, semplicemente esso non venne più menzionato da parte di Intel, e alla luce di quanto poi accennato sopra, è probabile che il progetto fosse identificabile proprio con i modelli sopracitati e che la decisione di non presentarli sul mercato abbia di fatto interrotto lo sviluppo di tale progetto.

## Altro processore economico mai arrivato sul mercato
Alla fine del 2007 sarebbe dovuto arrivare sul mercato anche il processore Perryville, ovvero una sorta di evoluzione del core Millville, costruito mediante il processo produttivo a 45 nm e dotato di una cache L2 di 2 MB, sebbene ancora single core. Al pari di Millville però, anche Perryville non arrivò mai sul mercato e non è da escludere che il proprio sviluppo sia stato interrotto proprio in conseguenza dell'abbandono del progetto Millville.